# Chiesa di San Giorgio (Oberzell)
La chiesa di San Giorgio (in tedesco: Kirche St. Georg) è un luogo di culto cattolico situato ad Oberzell sull'isola di Reichenau.
La sua esistenza è strettamente legata all'Abbazia di Reichenau. Essa si trova su una collinetta all'estremità occidentale dell'isola ed è considerata dall'UNESCO, come gran parte delle strutture presenti sull'isola, Patrimonio dell'umanità.

## Storia
Nel primo secolo del medioevo le reliquie di San Giorgio erano giunte anche in Italia ed in Francia. L'arcivescovo di Magonza ed abate di Reichenau, Hatto III, nell'896 aveva ricevuto a Roma da papa Formoso le reliquie del santo (in ciò ebbe un ruolo molto significativo la chiesa romana di San Giorgio in Velabro) e riattraversate le Alpi, rientrò in patria. Egli quindi suddivise le reliquie e l'abbazia da lui diretta ne ebbe la parte principale.
La chiesa di San Giorgio ad Oberzell – secondo la rielaborazione a Reichenau del martirologio di Vandalberto di Prüm – sarebbe stata consacrata il 18 novembre di un anno della prima metà di quel secolo. Secondo la tradizione tramandata da Gallus Öhem, la chiesa sarebbe stata già attiva durante il periodo di priorato dell'abate di Reichenau Ruadelmo (838 – 842), dopo che l'abate Haito, che ricoprì questa carica dall'823 all'826, l'aveva fondata. Tuttavia la moderna ricerca attribuisce la fondazione della chiesa ad Hatto III.
Dalla sua prima costruzione, essa venne più volte ampliata. È una delle più antiche chiese europee dedicata al Santo. I suoi importanti dipinti murali, realizzati parte nel IX secolo e parte nei due successivi, valgono come importante testimonianza della qualità pittorica raggiunta nell'abbazia di Reichenau. I dipinti furono restaurati nel 1888.

## Descrizione

### Pianta
Pianta della chiesa di San Giorgio
 Ingresso

 Abside occidentale

 Navata centrale

 Navata settentrionale

 Navata meridionale

 Presbiterio

 Antico transetto

 Organo a canne

 Abside orientale

### Arte e architettura

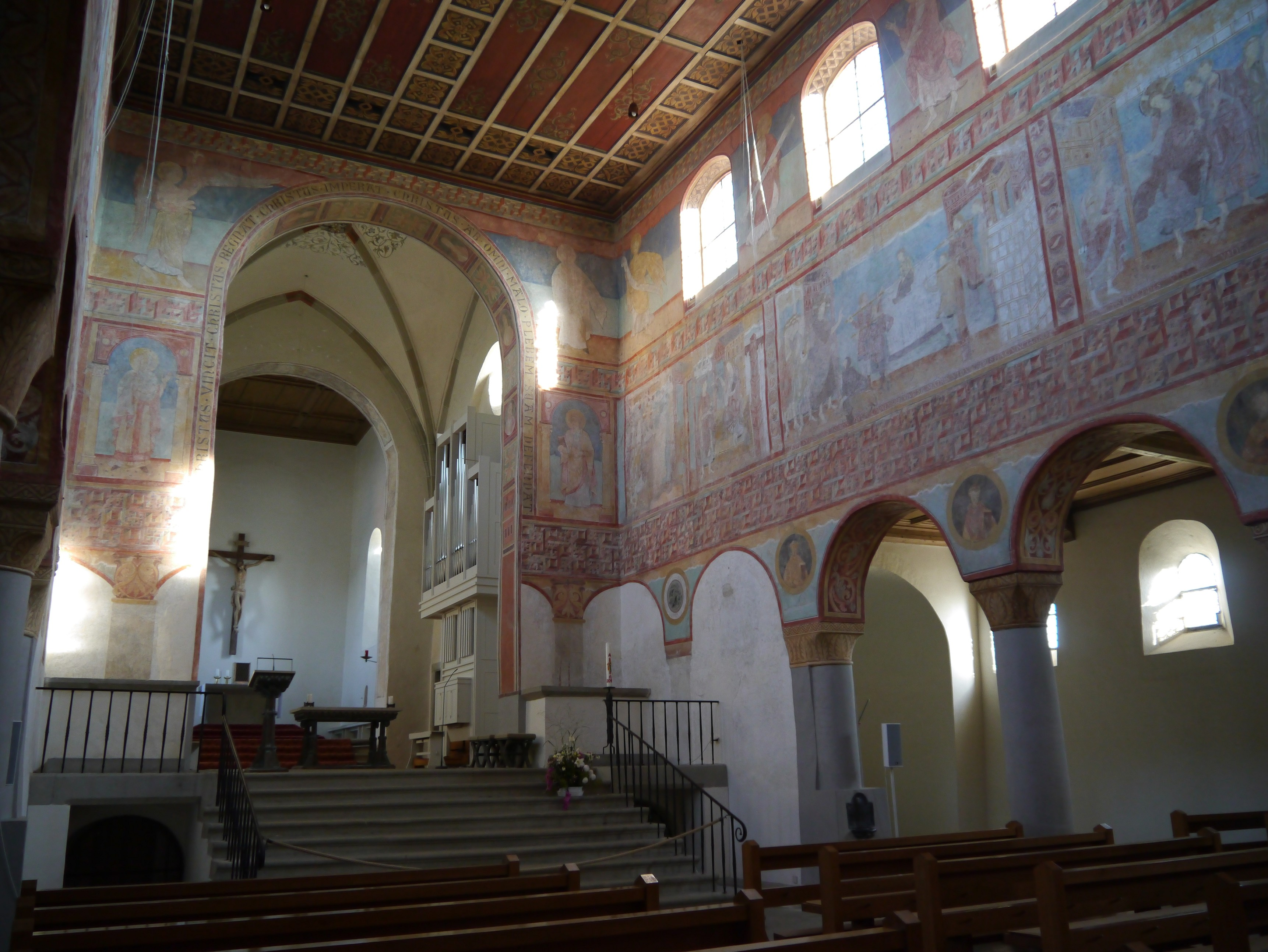
Interno

L'interno della chiesa si articola in tre navate, con le due laterali piuttosto strette, una crociera seguita da un coro sopraelevato, sotto la bassa torre campanaria che ne emerge. Si accede alla navata centrale da un portale preceduto da un corridoio, il quale si apre su un'abside affrescata con il Giudizio universale. Il presbiterio, costituito dall'antica crociera, è rialzato rispetto al resto della chiesa ed è coperto con volta a crociera; in luogo dell'antico transetto, non più presente, vi sono due ambienti separati dall'area liturgica della chiesa. L'abside orientale, a pianta quadrata, è coperta con soffitto piano in legno. La cripta è situata sotto il presbiterio ed ha superficie quadrata e qui quattro colonne circondano un altare. Probabilmente era previsto che la cripta ospitasse le reliquie del Santo e quindi deve essere stata creata fin dall'inizio della costruzione della chiesa: la prima a cingere con le sue colonne l'aula e la cripta di una chiesa. Per quei tempi si trattava di una navata molto generosamente concepita, la cui ampiezza fu scelta in funzione dell'atteso culto per il Santo. Essa aveva probabilmente, invece dell'odierno transetto perpendicolare, un coro con spazi concavi, destinati chiaramente alla funzione di ospitare reliquie e tombe. Verso l'anno 1000 venne aggiunta all'aula un'abside, probabilmente perché le reliquie del Santo erano state traslate nella parte dalla cripta alla chiesa per permetterne meglio la venerazione dei fedeli. A quel periodo risalgono probabilmente gli affreschi alle pareti. Finalmente, all'inizio dell'XI secolo, vennero eretti lo stretto e lungo portico e la cappella di San Michele. Parimenti fu in quel periodo che gli spazi concavi del transetto vennero trasformati in vere e proprie ali rettangolari.

### Affreschi

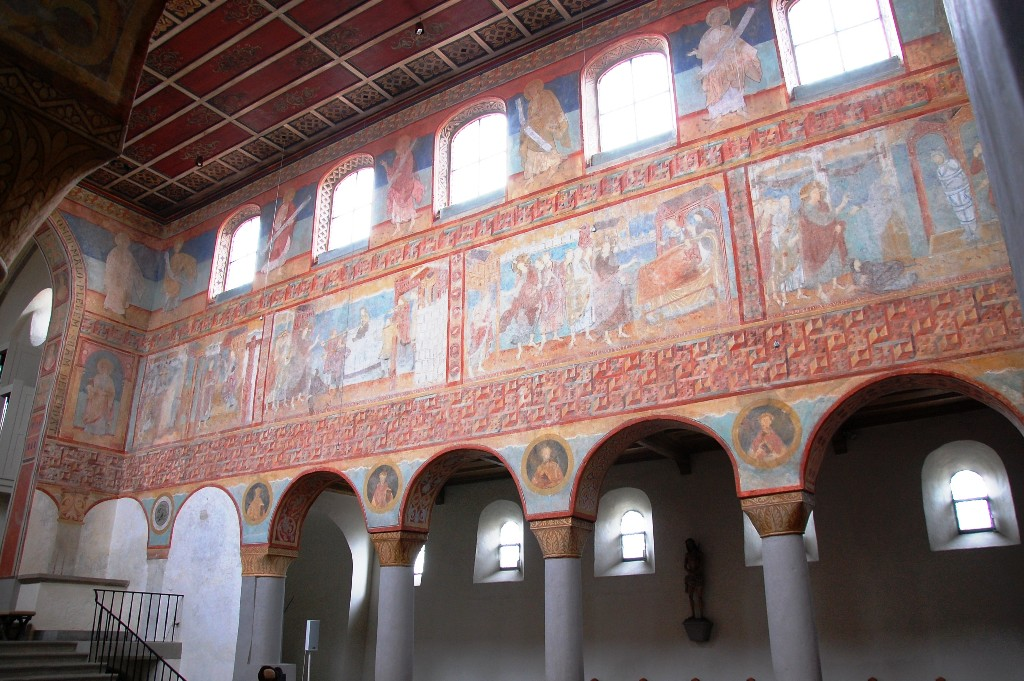
Gli affreschi della parete meridionale

I dipinti nell'aula, sia sul lato nord che su quello sud, hanno superato bene la prova dei secoli. Al centro di questi dipinti murali, risalenti al periodo intorno all'anno 1000, vi sono scene della vita di Gesù prese dai Vangeli. Cristo viene rappresentato come taumaturgo, soprannaturale ma vicino all'umanità. Sono rappresentate le seguenti scene (sulla parete nord, da 1 a 4 da ovest verso Est; sulla parete sud, da 5 ad 8 da est ad ovest, in senso orario):
1. Guarigione dell'indemoniata di Gerasa (Marco 8,26-37[1]; 5, 2-12[2])
2. Guarigione dell'idropico (Luca 14,1-6[3])
3. La tempesta sedata sul lago di Genezaret (Luca 8,22-25[4])
4. Guarigione del cieco dalla nascita (Giovanni 9,1-41[5])
5. Guarigione del lebbroso (Marco 1,40-42[6])
6. Resurrezione del giovane di Nain (Luca 7,11-17[7])
7. Resurrezione della figlioletta di Giairo (Luca 8,4[8]; Marco 5,22[9])
8. Resurrezione di Lazzaro (Giovanni 11,1-44[10])

Ogni scena comprende un titulus il cui testo riassume la scena rappresentata. Ogni scena è incorniciata da una greca prospettica e da ricchi fregi ornamentali.

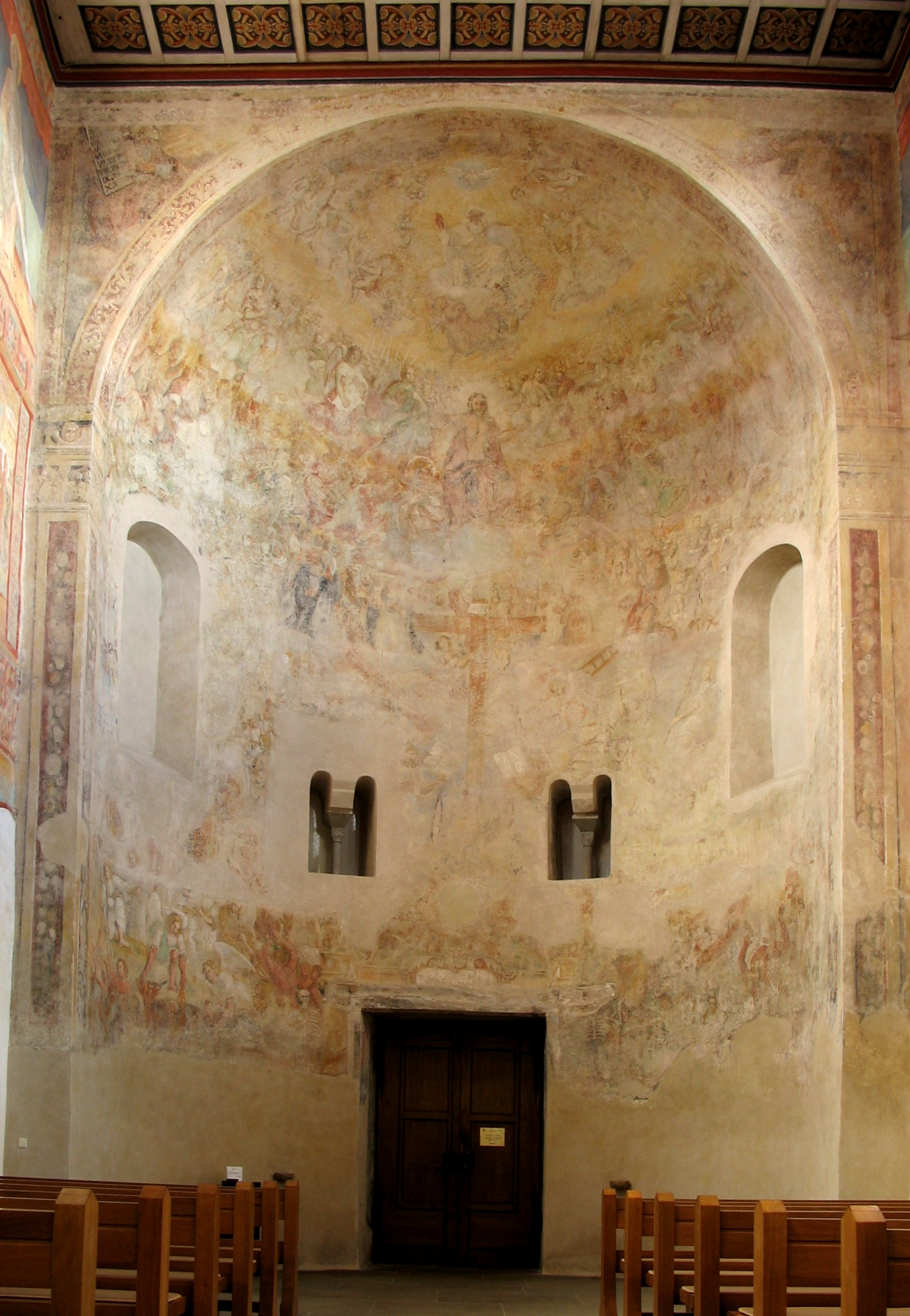
L'abside occidentale affrescata con il Giudizio universale

Le scene dei miracoli si osservano in una sequenza chiusa e lineare. Esse iniziano all'ingresso della chiesa dal lato sinistro, conducono fino all'altare e a destra di questo seguono fino a tornare all'ingresso. Cristo è rappresentato sulla sinistra del campo della scena, con il suo chiaro gesto benedicente in atteggiamento narrante, rivolto verso destra, ad eccezione delle scene n. 3 e 7, nelle quali è rappresentato due volte. Seguendo questa sequenza, emerge chiaramente il miglioramento fino alla resurrezione di Lazzaro. Questa direzione di lettura è inoltre favorita dallo sviluppo delle greche. Dalle scene della navata si riconoscono chiaramente le analogie con la struttura architettonica della chiesa stessa. Dai miracoli dipinti si è ventilata anche un'analogia geografica: così il lato che sta a nord contiene scene che si riferiscono all'acqua, mente quello opposto, presumibilmente volto verso il cimitero, hanno a che vedere con la resurrezione. Inoltre si possono fare paralleli fra la rappresentazione della scena n. 1 con quella del mito della fondazione dell'abbazia di Reichenau, che rappresenta il vescovo itinerante Pirmin su di un'imbarcazione, che al suo arrivo scaccia i demoni dall'isola (questa rappresentazione è visibile nell'abbazia).
Nel cleristorio sono rappresentate le figure erette dei Dodici Apostoli. Negli spazi fra le arcate vi sono tondi con le rappresentazioni dei busti dei singoli abati. Lungo l'arco del coro campeggia la scritta latina: «CHRISTUS VINCIT CHRISTUS REGNAT CHRISTUS IMPERAT CHRISTUS AB OMNI MALO PLEBEM SUAM DEFENDAT» (Cristo vince, Cristo regna, Cristo impera; Cristo difenda il suo popolo da ogni male). 
Vi è una stretta parentela fra il ciclo di questi dipinti con quelli della Cappella di San Silvestro a Überlingen, che tuttavia sono molto peggio conservati. La chiesa neoromanica di San Giorgio, eretta nel 1886 a Rittersbach (frazione di Elztal) contiene una copia di questi affreschi.

#### Caricatura

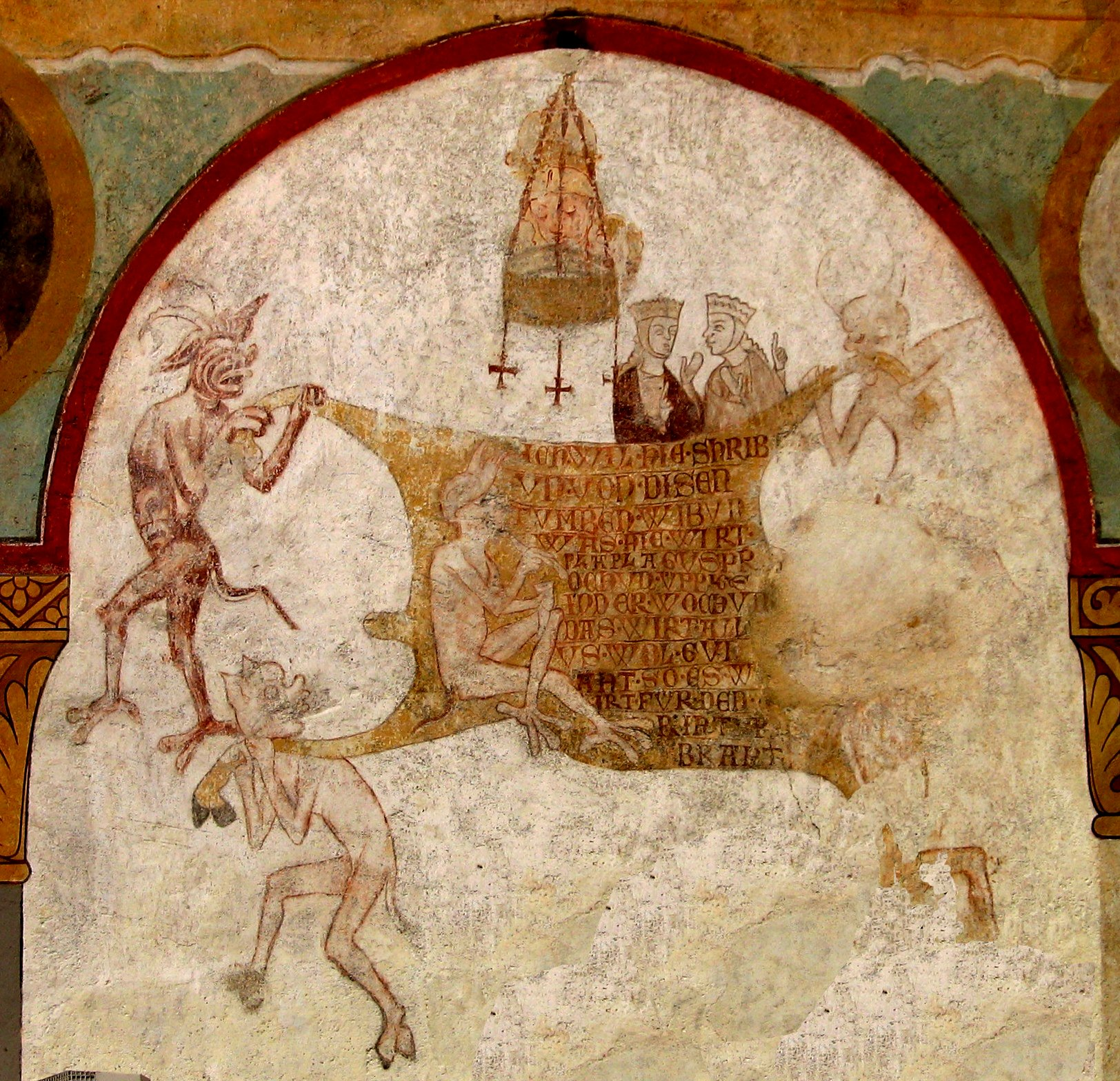
Affresco con caricatura sul pettegolezzo delle comari

Sulla parete nord dell'aula, vicino ai gradini dell'altare, vi è una caricatura risalente al XIV secolo, che critica le chiacchiere delle donne stolte:
()
L'affresco mostra la poesia scritta su un lembo di pelle bovina, che viene fatta girate in circolo da quattro diavoli e descrive in modo così letterale il modo di spettegolare, che non sta nemmeno su una pelle bovina. Il dipinto, posto in vista dall'altare vuole ammonire il prete a non tener conto, nella sua predica, delle chiacchiere muliebri.

### Organo a canne
A ridosso della parete destra del presbiterio, a pavimento, si trova l'organo a canne, realizzato nel 1955 dalla ditta organaria Mönch Orgelbau e dalla stessa ricostruito nel 1987. Lo strumento è a trasmissione integralmente meccanica, con consolle a finestra avente due tastiere di 56 note ciascuna e pedaliera dritta di 30 note. L'organo ha un totale di 21 registri, dei quali 19 reali e 2 trasmessi, per un totale di 1106 canne.